# Ciclone Indlala
O Ciclone tropical intenso Indlala (designação do JTWC: 19S; conhecido simplesmente como ciclone Indlala) foi um intenso ciclone tropical que causou danos severos em Madagascar. Sendo o décimo segundo ciclone tropical, o nono sistema tropical nomeado e o quinto ciclone tropicai intenso da temporada de ciclones no Oceano Índico sudoeste de 2006-07, Indlala formou-se em 3 de Março de 2007 como uma perturbação tropical. Indlala seguiu para oeste e foi classificada para uma depressão tropical em 6 de Março. Situado numa área de ambiente favorável para a formação de ciclones tropicais, o ciclone seguiu para oeste, intensificando-se continuamente. Indlala foi classificado para uma tempestade tropical moderada em 12 de Março e, continuando a se intensificar, foi classificado como uma tempestade tropical severa no dia seguinte. No mesmo dia, Indlala tornou-se um ciclone tropical (i. e. furacão) assim que se movia para oeste e foi classificado como um ciclone tropical intenso assim que Indlala alcançou o seu pico de intensidade, pouco antes de atingir a costa nordeste de Madagascar.
O ciclone provocou 88 fatalidades durante a sua passagem pela ilha malgaxe. Outras 30 ficaram desaparecidas e 125.000 pessoas foram afetadas diretamente pela tempestade. Severas enchentes, fortes ventos e a maré ciclônica atingiram as áreas costeiras, enquanto que as chuvas torrenciais também causaram severas inundações em locais distantes da costa. Em Maroanstetra, uma das regiões mais atingidas, foi inteiramente inundada e 90 % das comunidades circunvizinhas também foram inundados. Dez por cento das construções de concreto e 35 % das casas tradicionais de madeira foram destruídas lá. As perdas econômicas totais não ficaram disponíveis.

## História meteorológica

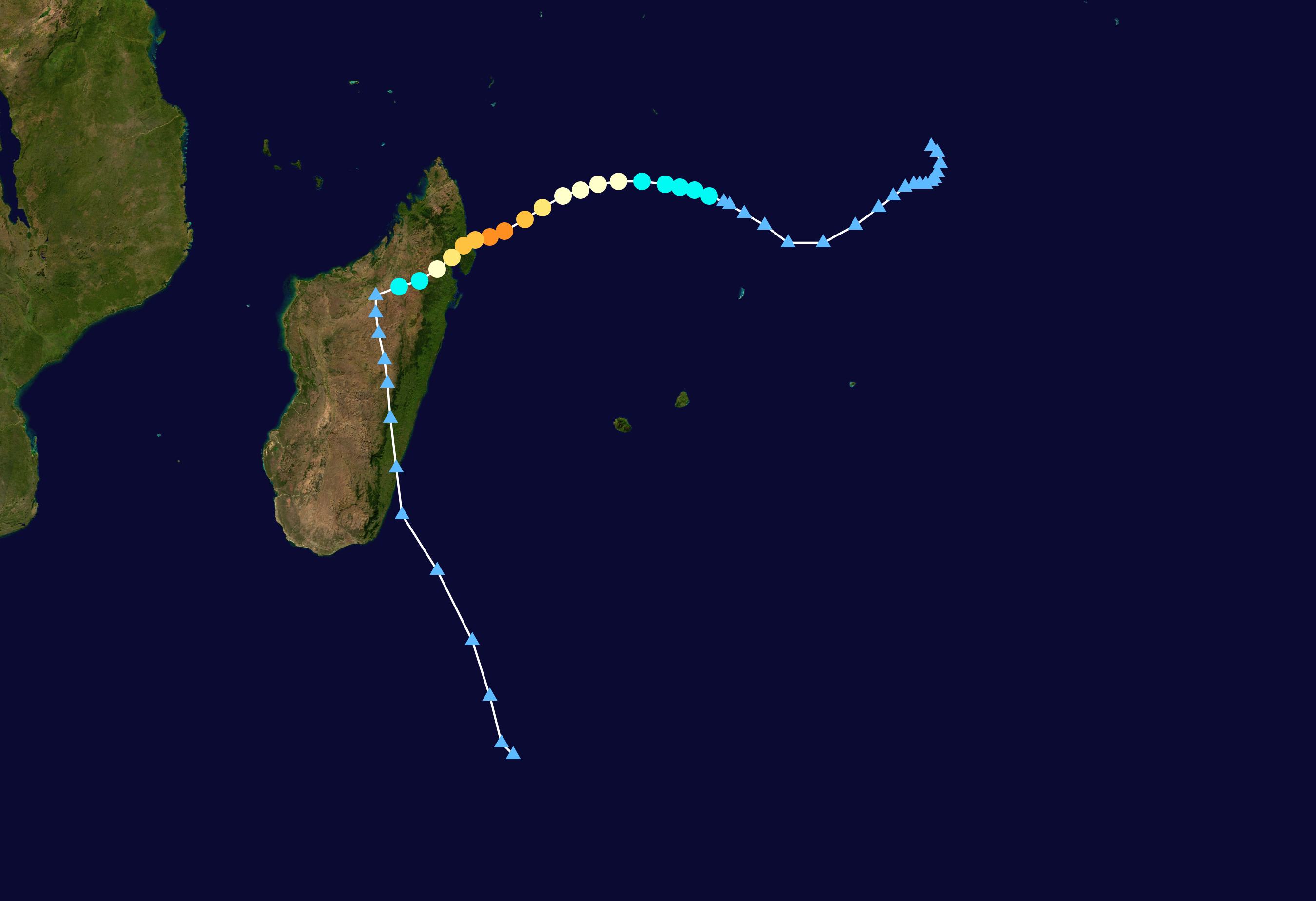
O caminho de Indlala

Uma grande área de baixa pressão de monção foi vista pela primeira vez em 3 de Março, próximo às coordenadas 14.9°S e 61,8°L. A área de baixa pressão começou a se intensificar, com áreas de convecção profundas desenvolvendo-se em volta de um centro ciclônico de baixos níveis. O sistema começou a seguir para oeste e o seu centro ciclônico de baixos níveis ficou mais bem definido. Os fluxos internos de baixos níveis estavam favoráveis para o ciclogênese tropical, mas a divergência de altos níveis era fraco. Com a melhora na definição do centro ciclônico de baixos níveis e com o desenvolvimento de novas áreas de convecção, o Centro Meteorológico Regional Especializado (CMRE) de Reunião classificou o sistema para uma depressão tropical, atribuindo-lhe a designação 12R. No entanto, algumas horas mais tarde, o sistema adentrou numa região com alto cisalhamento do vento que deixou exposto o quadrante setentrional da circulação ciclônica. Algum tempo depois, o sistema se organizou novamente e voltou a se intensificar continuamente. Em 12 de Março, o CMRE de Reunião classificou a depressão para uma tempestade tropical moderada, atribuindo-lhe o nome Indlala, que foi submetida à lista de nomes de ciclones pela Suazilândia.
O sistema continuou a se intensificar continuamente e mais tarde ainda em 12 de Março, Indlala tornou-se uma tempestade tropical severa. O ciclone manteve-se numa área favorável ao seu desenvolvimento e começou a mostrar um olho em imagens de satélite. No dia seguinte, o CMRE classificou Indlala para um ciclone tropical (i. e. furacão). Um olho bem definido persistia no centro das áreas de convecção enquanto o ciclone ainda se intensificava continuamente. O ciclone continuou a seguir para oeste antes de começara a seguir para oeste-sudoeste, em volta da periferia de uma alta subtropical e seguindo em direção a uma brecha nesta alta, localizada sobre Madagascar. Os fluxos externos de altos níveis continuavam bons e as áreas de convecção continuavam a se consolidar em torno de seu olho, resultando em boa aparência em imagens de satélite. Em 14 de Março, Indlala foi classificado para um ciclone tropical intenso. Seguindo em direção a brecha na alta subtropical criada por um cavado de média latitude, alcançou o seu pico de intensidade, com ventos máximos sustentados de 220 km/h e uma pressão mínima central de 935 hPa ainda em 14 de Março, a poucos quilômetros de distância da costa. No dia seguinte, Indlala fez landfall na península de Masoala, em Madagascar, como um intenso ciclone tropical. Logo em seguida, Indlala enfraqueceu-se para um ciclone tropical assim que o seu centro ciclônico de baixos níveis ficou exposto. O sistema continuou a seguir sobre a ilha malgaxe e no final da noite (UTC) de 15 de Março, tinha se dissipado completamente.

## Preparativos e impactos

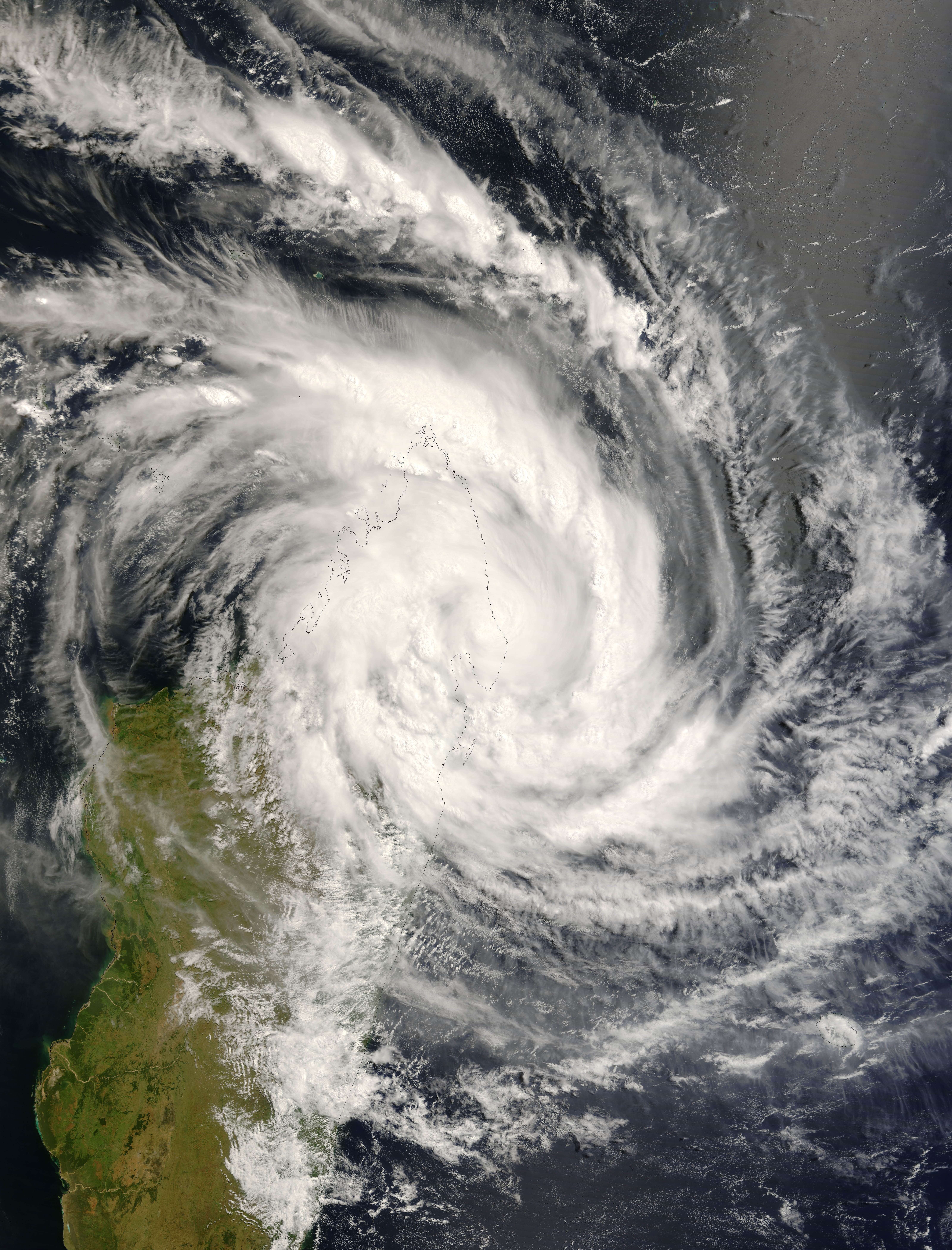
Indlala atingindo o nordeste de Madagascar em 15 de Março

Os efeitos associados ao ciclone foram severos: 88 pessoas perderam suas vidas e 125.000 pessoas foram atingidas diretamente. Enquanto que a maior parte de Madagascar foi afetada, 12 regiões do norte da ilha foram as mais atingidas.
A região inteira de Maroanstetra foi inundada e 90 por cento dos povoados foram completamente inundados. Toda a população de Antalaha foi diretamente afetada por Indlala; 10 por cento das residências de concreto foram completamente destruídas e 35 por cento das casas tradicionais de madeira também foi completamente destruída. Também, boa parte das áreas de plantações foi perdida. Naquela região, quase todo o suprimento de água potável foi contaminada e o risco de contaminação por Dengue ficou alto.  maior parte da região de Analajirofo foi inundada, sendo que toda as plantações de arroz e de baunilha foram perdidas. Em Diana, 9.000 pessoas ficaram desalojadas como resultado da passagem do ciclone e o mar revolto atingiu boa parte da região costeira, causando extensas enchentes marítimas através da região. Em Sofia, 6.000 pessoas ficaram desabrigadas, embora as enchentes não foram tão severas naquela região. Em outras regiões, os danos pelas enchentes de ventos fortes foram menos severas, embora regiões localizadas recebessem danos severos de Indlala. 3.600 residências, além de construções governamentais, foram destruídas. Em Ambanja, uma corrente de lama causou 20 fatalidades, incluindo seis crianças numa escola.
Os efeitos do ciclone na agricultura foram severos; 77 km² de plantações de arroz e 90 por cento das plantações de baunilha foram destruídas. A perda das plantações resultou na escassez de alimentos para muitas pessoas.
Indlala foi o quinto ciclone tropical a atingir Madagascar dentro de um período de três meses; os outros foram Bondo, Clovis, Favio e Gamede.

## Após a tempestade
Após a passagem de Indlala, o Programa Mundial de Alimentos (WFP) distribuiu o total de 610 toneladas de alimentos para 115.000 pessoas nos distritos do nordeste de Maroanstetra e Antalaha. No distrito de Mampikony, o WFP juntamente com a Cruz Vermelha de Madagascar proveu 123,48 toneladas de alimentos para 22.500 pessoas. Em Ambanja, o WFP distribuiu 50 toneladas para 9.000 pessoas, além de 679,1 toneladas para 120.000 pessoas em partes de Mananjary, e 250 toneladas para 50.000 pessoas em Vangaindrano. Como resposta imediata a crise humanitária gerada por Indlala, a embaixada dos Estados Unidos em Madagascar doou 100.000 dólares (valores em 2007) para operações de ajuda de emergência.
1.500 toneladas de arroz, 400 toneladas de outros alimentos, além de 100 toneladas de óleo vegetal foram doadas pela 'Alimentos para Paz' como resposta das necessidades imediatas de aproximadamente 130.000 pessoas nas regiões atingidas pelas cheias; contabilizadas em cerca de $1,5 milhões de dólares (valores em 2007). Além disso, Madagascar recebeu várias outras doações menores de numerosas instituições internacionais.